# Steve Sem-Sandberg

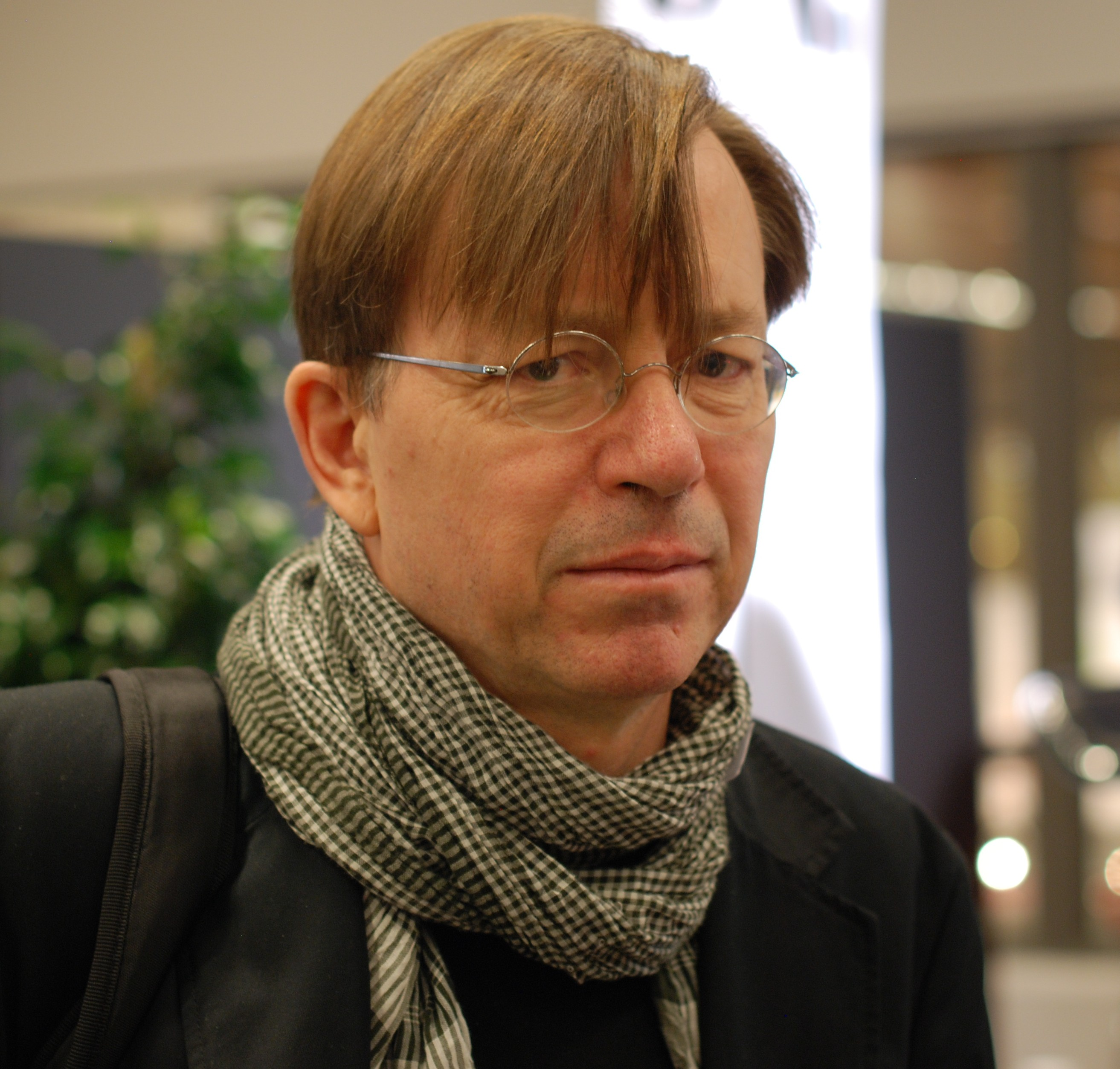
Steve Sem-Sandberg

Steve Sem-Sandberg (Oslo, 16 augustus 1958) is een Zweeds schrijver, criticus, vertaler, voormalig eindredacteur van de Zweedse krant Dagbladet en oud-journalist voor Dagens Nyheter.
Zijn grote internationale doorbraak als schrijver kwam in 2009 met zijn roman De onzaligen van Łódź (De fattiga i Łódź), waarvoor hij in Zweden de prestigieuze Augustprijs ontving. De roman verscheen in 2011 in het Nederlands en werd vertaald in meer dan twintig landen. 
Door de jaren heen heeft Sem-Sandberg vele prijzen en onderscheidingen voor zijn werk ontvangen. Vóór De onzaligen van Łódź verwierf hij al bekendheid door zijn romans Theres (1996, over terroriste Ulrike Meinhof), Allt förgängligt är bara en bild (1999) en Ravensbrück (2003).
Steve Sem-Sandberg woont en werkt in Wenen, Oostenrijk.